# Park Vérmező
Vérmező – park, który znajduje się w Budapeszcie, w Dzielnicy Zamkowej. Do parku przylega dworzec Budapest Déli.

## Historia
Teren obecnego parku należał w przeszłości do szerszego obszaru, przez środek którego płynęła rzeka Ördög-árok. W 1476 roku na tym terenie z okazji zaślubin Macieja Korwina z Beatrycze odbył się festyn. W 1752 roku teren ten został wydzielony jako obszar obronny i oddany pod administrację wojskową. W 1769 roku zezwolono na budowę domów na tym terenie pod warunkiem rozebrania ich na rozkaz wojska. Warunek ten spowodował, że nikt nie podjął się budowy. W 1784 roku teren został wyłączony spod administracji wojskowej i przekazany pod budowę 224 domów, zaś trawiasta część należała do władcy zamku. 20 maja 1795 roku stracono na tym terenie Ignjata Martinovicia i jego towarzyszy, stąd też obszar ten zaczęto określać jako Vérmező (Pole Krwi). W latach 20. XIX wieku teren został zagospodarowany, a później służył jako poligon wojskowy. W 1848 roku zgromadziły się w tej okolicy oddziały powstańcze, które walczyły później w bitwie pod Pákozd. Pod koniec XIX wieku odbyły się na tym terenie dwie duże publiczne uroczystości: w 1886 roku z okazji 200 rocznicy odzyskania Zamku Królewskiego z rąk Turków, a dziesięć lat później – z okazji obchodów milenijnych. W latach 20. teren był przeznaczony dla wojska i arystokracji. W 1936 roku miały miejsce uroczyste obchody z okazji piętnastej rocznicy rządów regenta Miklósa Horthyego. W 1944 roku stacjonowali tu żołnierze Otto Skorzenyego. Po II wojnie światowej na terenie parku prowadzono badania archeologiczne, które zaowocowały odkryciem średniowiecznej wsi Logod. Prace nad budową ogrodu podjęto pod koniec lat 40. XX wieku. Jego projektantką była Józsefné Hetessy, a za realizację odpowiadał Antal Katonai. Park wyróżniał się dużą kolekcją bylin, które wprowadził do parku László Farkas. W 1977 roku na obrzeżach parku otwarto stację metra Déli pályaudvar. W 1979 roku w parku postawiono plac zabaw, który został odnowiony i ogrodzony w 1996 roku.

## Charakterystyka
Powierzchnia parku wynosi 14 ha. W parku znajdują się m.in. ławki, restauracja i pomniki. Spośród roślinności wyróżnić można takie gatunki, jak jodła kaukaska, cedr atlaski, cyprysik Lawsona, modrzew, cis, klon srebrzysty, klon francuski, grab karłowaty, judaszowiec, ostrokrzew, wiśnia wawrzynowa, jukka, tulipanowiec, liliowiec, korkowiec amurski, morwa wielkolistna i inne.